# Gordionus sulcatus
Gordionus sulcatus är en tagelmaskart som beskrevs av Müller 1927. Gordionus sulcatus ingår i släktet Gordionus och familjen Chordodidae. Inga underarter finns listade i Catalogue of Life.